# Unione Sportiva Arezzo 1992-1993
Questa pagina raccoglie le informazioni riguardanti l'Unione Sportiva Arezzo nelle competizioni ufficiali della stagione 1992-1993.

## Stagione
Nella stagione 1992-1993 l'Arezzo disputa il girone A del campionato di Serie C1, ma viene estromesso dal torneo per difficoltà economiche e conseguenti inadempienze contrattuali, quando mancavano alcune giornate al termine del torneo, precisamente dalla 27ª giornata, la crisi societaria culmina con il fallimento. L'esclusione dal 4 aprile 1993 dal campionato in corso e la cancellazione della società dai ruoli federali della F.I.G.C..

## Rosa
| N. |                   | Ruolo | Calciatore           |
| -- | ----------------- | ----- | -------------------- |
|    | Italia (bandiera) | D     | Daniele Berti        |
|    | Italia (bandiera) | C     | Fulvio Bonomi        |
|    | Italia (bandiera) | C     | Maurizio Cammarieri  |
|    | Italia (bandiera) | D     | Andrea Capecchi      |
|    | Italia (bandiera) | A     | Massimo Cardelli     |
|    | Italia (bandiera) | C     | Emiliano Carresi     |
|    | Italia (bandiera) | D     | Diego Caverzan       |
|    | Italia (bandiera) | P     | Gabriele Chiodini    |
|    | Italia (bandiera) | A     | Claudio Clementi     |
|    | Italia (bandiera) | C     | Fabrizio De Poli     |
|    | Italia (bandiera) | C     | Cristiano Di Tommaso |
|    | Italia (bandiera) | C     | Paolo Favaretto      |

| N. |                   | Ruolo | Calciatore         |
| -- | ----------------- | ----- | ------------------ |
|    | Italia (bandiera) | D     | Stefano Presucci   |
|    | Italia (bandiera) | D     | Tommaso Lupattelli |
|    | Italia (bandiera) | C     | Giacomo Nincheri   |
|    | Italia (bandiera) | P     | Franco Paleari     |
|    | Italia (bandiera) | P     | Pietro Pappalardo  |
|    | Italia (bandiera) | C     | Cristiano Patta    |
|    | Italia (bandiera) | D     | Giovanni Pozza     |
|    | Italia (bandiera) | C     | Salvatore Profumo  |
|    | Italia (bandiera) | A     | Antonio Rebesco    |
|    | Italia (bandiera) | D     | Alessandro Rossi   |
|    | Italia (bandiera) | A     | Paolo Valori       |
|    | Italia (bandiera) | C     | Stefano Vecchi     |
|    | Italia (bandiera) | A     | Stefano Ceccarelli |

## Risultati

### Campionato

#### Girone di andata
| 30 agosto 1992 1ª giornata | Massese | 1 – 0 | Arezzo |  |

| 6 settembre 1992 2ª giornata | Arezzo | 0 – 1 | Vis Pesaro |  |

| 13 settembre 1992 3ª giornata | Triestina | 2 – 1 | Arezzo |  |

| 20 settembre 1992 4ª giornata | Pro Sesto | 1 – 1 | Arezzo |  |

| 27 settembre 1992 5ª giornata | Arezzo | 1 – 3 | Empoli |  |

| 4 ottobre 1992 6ª giornata | Sambenedettese | 2 – 0 | Arezzo |  |

| 18 ottobre 1992 7ª giornata | Arezzo | 2 – 1 | Leffe |  |

| 25 ottobre 1992 8ª giornata | Como | 2 – 0 | Arezzo |  |

| 1º novembre 1992 9ª giornata | Arezzo | 1 – 2 | Carpi |  |

| 8 novembre 1992 10ª giornata | Ravenna | 3 – 0 | Arezzo |  |

| 15 novembre 1992 11ª giornata | Arezzo | 0 – 1 | Vicenza |  |

| 22 novembre 1992 12ª giornata | Arezzo | 1 – 0 | Carrarese |  |

| 29 novembre 1992 13ª giornata | Siena | 0 – 0 | Arezzo |  |

| 16 dicembre 1992 14ª giornata | Arezzo | 1 – 0 | Palazzolo |  |

| 13 dicembre 1992 15ª giornata | Spezia | 2 – 0 | Arezzo |  |

| 20 dicembre 1992 16ª giornata | Arezzo | 0 – 0 | Alessandria |  |

| 27 dicembre 1992 17ª giornata | Chievo | 2 – 2 | Arezzo |  |

#### Girone di ritorno
| 24 gennaio 1993 18ª giornata | Arezzo | 0 – 4 | Massese |  |

| 31 gennaio 1993 19ª giornata | Vis Pesaro | 3 – 1 | Arezzo |  |

| 7 febbraio 1993 20ª giornata | Arezzo | 0 – 2 | Triestina |  |

| 14 febbraio 1993 21ª giornata | Arezzo | 1 – 2 | Pro Sesto |  |

| 21 febbraio 1993 22ª giornata | Empoli | 4 – 1 | Arezzo |  |

| 7 marzo 1993 23ª giornata | Arezzo | 0 – 0 | Sambenedettese |  |

| 14 marzo 1993 24ª giornata | Leffe | 3 – 2 | Arezzo |  |

| 21 marzo 1993 25ª giornata | Arezzo | 1 – 1 | Como |  |

| 28 marzo 1993 26ª giornata | Carpi | 2 – 0 | Arezzo |  |

| 4 aprile 1993 27ª giornata | Arezzo | 0 – 1 | Ravenna |  |

| 18 aprile 1993 28ª giornata | Vicenza | – non disputata | Arezzo |  |

| 25 aprile 1993 29ª giornata | Carrarese | – non disputata | Arezzo |  |

| 2 maggio 1993 30ª giornata | Arezzo | – non disputata | Siena |  |

| 9 maggio 1993 31ª giornata | Palazzolo | – non disputata | Arezzo |  |

| 16 maggio 1993 32ª giornata | Arezzo | – non disputata | Spezia |  |

| 23 maggio 1993 33ª giornata | Alessandria | – non disputata | Arezzo |  |

| 30 maggio 1993 34ª giornata | Arezzo | – non disputata | Chievo |  |